# Orthosia mulina
Orthosia mulina là một loài bướm đêm trong họ Noctuidae.